# خاطره پوشان
خاطره پوشان یا پوشان‌یاد (به انگلیسی: Screen memory) خاطره‌ای است که تغییر شکل داده و عموماً ماهیتی بصری دارد تا کلامی و از کودکی سرچشمه می‌گیرد. این اصطلاح توسط زیگموند فروید ابداع شد و این مفهوم موضوع مقاله «خاطرات پوشان» (۱۸۹۹) او بود.